# Miss France 2019
Miss France 2019 est la 89e élection de Miss France. Elle a eu lieu au Zénith de Lille. C'est la 3e fois que l'élection se tient à Lille et la 4e fois dans l'ancienne région Nord-Pas-de-Calais après 1996, 2008 et 2016, soit la 1re fois dans la nouvelle région Hauts-de-France.
L'élection est retransmise à partir de 21 h 10 sur TF1, présentée par Jean-Pierre Foucault (pour la 24e année consécutive) et Sylvie Tellier (pour la 11e fois), Miss France 2002 et Directrice générale de l'Organisation Miss France. Ils sont accompagnés de Thierry Baumann pour le rappel des consignes de vote pour la 8e année consécutive.
Vaimalama Chaves, Miss Tahiti 2018, devient Miss France 2019 et succède à Maëva Coucke, Miss France 2018 et Miss Nord Pas-de-Calais 2017. Il s'agit de la 5e victoire de la région Tahiti au concours, 20 ans après le sacre de Mareva Galanter en 1999 et 28 ans après le sacre de sa cousine Mareva Georges Marciano en 1991.

## Classement final
| Résultats        | Candidates | Concours internationaux                                                                          |
| ---------------- | --- | ------------------------------------------------------------------------------------------------ |
| Miss France 2019 | - Tahiti — Vaimalama Chaves |                                                                                                  |
| 1re dauphine     | - Guadeloupe — Ophély Mézino | - Élue Miss World Europe 2019, - 1re dauphine de Miss Monde 2019 - Miss Universe Guadeloupe 2025 |
| 2e dauphine      | - Franche-Comté — Lauralyne Demesmay |                                                                                                  |
| 3e dauphine      | - Réunion — Morgane Soucramanien |                                                                                                  |
| 4e dauphine      | - Limousin — Aude Destour |                                                                                                  |
| Top 12           | - Provence — Wynona Gueraini (5e dauphine) - Île-de-France — Alice Quérette (6e dauphine) - Languedoc-Roussillon — Lola Brengues - Nord-Pas-de-Calais — Annabelle Varane - Lorraine — Emma Virtz - Aquitaine — Carla Bonesso - Côte d'Azur — Caroline Perengo |                                                                                                  |

## Ordre d'annonce des finalistes
| 1. Guadeloupe, annoncée par Sylvie Tellier 2. Provence, annoncée par Maëva Coucke 3. Nord-Pas-de-Calais, annoncée par Jean-Pierre Foucault 4. Côte d'Azur, annoncée par Sylvie Tellier 5. Réunion, annoncée par Sylvie Tellier 6. Aquitaine, annoncée par Maëva Coucke 7. Lorraine, annoncée par Jean-Pierre Foucault 8. Tahiti, annoncée par Sylvie Tellier 9. Franche-Comté, annoncée par Maëva Coucke 10. Île-de-France, annoncée par Sylvie Tellier 11. Limousin, annoncée par Maëva Coucke 12. Languedoc-Roussillon, annoncée par Jean-Pierre Foucault | 1. Franche-Comté, annoncée par Jean-Pierre Foucault 2. Réunion, annoncée par Sylvie Tellier 3. Tahiti, annoncée par Maëva Coucke 4. Limousin, annoncée par Sylvie Tellier 5. Guadeloupe, annoncée par Maëva Coucke |

## Déroulement
Le thème est Les Miss font leur show !

### Ordre des tableaux
| Tableau                                      | Candidates                       |
| -------------------------------------------- | -------------------------------- |
| Costume régional                             | Ouverture (30 candidates)        |
| Les Miss font leur cabaret !                 | Premier groupe (10 candidates)   |
| Les Miss font leur Bollywood !               | Deuxième groupe (10 candidates)  |
| Les Miss font leur cirque !                  | Troisième groupe (10 candidates) |
| Pin-Up : Maillot de bain une pièce           | 30 candidates                    |
| Le Grand Palais : Hommage à Charles Aznavour | 30 candidates                    |
| Wonder Woman : Maillot de bain deux pièces   | 12 demi-finalistes               |
| Les Cinq Joyaux : Maillot de bain une pièce  | 5 finalistes                     |
| Robe de soirée                               | 5 finalistes                     |

## Préparation
Les candidates ont effectué un voyage de préparation à l'Île Maurice. Ce voyage a permis à l'Organisation Miss France de juger les candidates au travers de différentes activités (plongée avec les dauphins, activités sportives...), mais aussi grâce au test de culture générale.
Les 30 miss régionales se sont réunies le samedi 17 novembre 2018 à Paris pour entamer le mois de préparation avant le départ pour l'Île Maurice la semaine suivante. Durant ce voyage, les Miss ont passé le test de culture générale, élément déterminant pour la suite de l'aventure qui a été remporté par Miss Centre-Val de Loire avec la note de 18,5/20, suivie de Miss Limousin (18,30/20) et de Miss Midi-Pyrénées (18/20).
Après leur séjour paradisiaque, les candidates préparent l'élection à Lille avec pour programme intense : visite du patrimoine de la ville, activités sportives...
Le 12 décembre, s'est déroulé l'oral de présélection qui détermine les 12 finalistes, qui ne seront dévoilées que le soir de l'élection.

## Jury
Pour la première fois dans l’histoire du concours, un jury 100 % féminin est constitué.
Line Renaud est présidente de ce jury, pour la deuxième fois après Miss France 2009.
| Membre | Membre                           | Notes                 |
| ------ | -------------------------------- | --------------------- |
|        | Line Renaud (présidente du jury) | Chanteuse et actrice  |
|        | Maud Baecker                     | Actrice               |
|        | Jenifer                          | Chanteuse             |
|        | Caroline Garcia                  | Joueuse de tennis     |
|        | Claudia Tagbo                    | Comédienne, humoriste |
|        | Alice Renavand                   | Danseuse étoile       |
|        | Laury Thilleman                  | Miss France 2011      |

## Candidates
| région                                | Nom                  | Âge     | Taille | Résidence             | Élue le                                    | Classement final                  |
| ------------------------------------- | -------------------- | ------- | ------ | --------------------- | ------------------------------------------ | --------------------------------- |
| Miss Alsace                           | Léa Reboul           | 22 ans  | 1,74 m | Lingolsheim           | 9 septembre 2018 à Saint-Louis             |                                   |
| Miss Aquitaine                        | Carla Bonesso        | 20 ans  | 1,76 m | Dax                   | 6 octobre 2018 à Bordeaux                  | Top 12 (11e)                      |
| Miss Auvergne                         | Romane Eichstadt     | 19 ans  | 1,81 m | Vichy                 | 19 octobre 2018 à Montluçon                |                                   |
| Miss Bourgogne                        | Coline Touret        | 19 ans  | 1,73 m | Auxerre               | 16 septembre 2018 à Chevigny-Saint-Sauveur |                                   |
| Miss Bretagne                         | Émilie Bachellereau  | 22 ans  | 1,81 m | Larmor-Plage          | 29 septembre 2018 à Fougères               |                                   |
| Miss Centre-Val de Loire              | Laurie Derouard      | 23 ans  | 1,75 m | Champhol              | 15 septembre 2018 à Déols                  | Prix de la Culture Générale       |
| Miss Champagne-Ardenne                | Paméla Texier        | 22 ans  | 1,71 m | Sillery               | 26 octobre 2018 à Tinqueux                 |                                   |
| Miss Corse                            | Manon Jean-Mistral   | 18 ans  | 1,74 m | Porto-Vecchio         | 30 août 2018 à Porticcio                   |                                   |
| Miss Côte d'Azur                      | Caroline Perengo     | 22 ans  | 1,71 m | Saint-Tropez          | 28 juillet 2018 à Cogolin                  | Top 12 (12e)                      |
| Miss Franche-Comté                    | Lauralyne Demesmay   | 18 ans  | 1,80 m | Devecey               | 20 octobre 2018 à Belfort                  | 2e dauphine                       |
| Miss Guadeloupe                       | Ophély Mézino        | 19 ans  | 1,72 m | Morne-à-l'Eau         | 4 août 2018 à Goyave                       | 1re dauphine                      |
| Miss Guyane                           | Laureline Decocq     | 19 ans  | 1,76 m | Remire-Montjoly       | 13 octobre 2018 à Cayenne                  |                                   |
| Miss Île-de-France                    | Alice Quérette       | 24 ans  | 1,76 m | Boulogne-Billancourt  | 21 septembre 2018 à Provins                | 6e dauphine                       |
| Miss Languedoc-Roussillon             | Lola Brengues        | 19 ans  | 1,77 m | Congénies             | 4 août 2018 à Marseillan                   | Top 12 (8e) Prix de la photogénie |
| Miss Limousin                         | Aude Destour         | 24 ans  | 1,76 m | Limoges               | 14 septembre 2018 à Limoges                | 4e dauphine Prix de la sympathie  |
| Miss Lorraine                         | Emma Virtz           | 21 ans  | 1,72 m | Villers-lès-Nancy     | 8 septembre 2018 à Vittel                  | Top 12 (10e)                      |
| Miss Martinique                       | Olivia Luscap        | 18 ans  | 1,77 m | Le Robert             | 28 septembre 2018 à Fort-de-France         |                                   |
| Miss Mayotte                          | Ousna Attoumani      | 20 ans  | 1,76 m | Chiconi               | 24 août 2018 à Kani Bé                     |                                   |
| Miss Midi-Pyrénées                    | Axelle Breil         | 20 ans  | 1,80 m | Toulouse              | 5 octobre 2018 à Mazamet                   | Prix du costume régional          |
| Miss Nord-Pas-de-Calais               | Annabelle Varane     | 19 ans  | 1,81 m | Hellemmes             | 13 octobre 2018 à Orchies                  | Top 12 (9e)                       |
| Miss Normandie                        | Anaëlle Chrétien     | 22 ans  | 1,81 m | Saint-Pair-sur-Mer    | 12 octobre 2018 à Tinchebray-Bocage        | Prix de l'élégance                |
| Miss Nouvelle-Calédonie               | Amandine Chabrier    | 19 ans  | 1,71 m | Mont-Dore             | 15 septembre 2018 à Païta                  | Prix du maillot de bain           |
| Miss Pays de la Loire                 | Diane Le Roux        | 22 ans  | 1,82 m | Orvault               | 28 septembre 2018 aux Sables-d'Olonne      |                                   |
| Miss Picardie                         | Assia Kerim          | 22 ans  | 1,71 m | Amiens                | 14 octobre 2018 à Beauvais                 |                                   |
| Miss Poitou-Charentes                 | Marion Sokolik       | 23 ans  | 1,74 m | Cognac                | 7 octobre 2018 à La Rochelle               |                                   |
| Miss Provence                         | Wynona Gueraini      | 19 ans  | 1,73 m | Marignane             | 26 juillet 2018 à Carry-le-Rouet           | 5e dauphine                       |
| Miss Réunion                          | Morgane Soucramanien | 18 ans  | 1,74 m | Sainte-Marie          | 25 août 2018 à Saint-Denis                 | 3e dauphine                       |
| Miss Rhône-Alpes                      | Pauline Ianiro       | 19 ans  | 1,78 m | Saint-Denis-lès-Bourg | 21 octobre 2018 à Montélimar               |                                   |
| Miss Saint-Martin et Saint-Barthélemy | Allisson Georges     | 18 ans  | 1,70 m | Marigot               | 12 juillet 2018 à Saint-Martin.            |                                   |
| Miss Tahiti                           | Vaimalama Chaves     | 24 ans, | 1,78 m | Mahina                | 22 juin 2018 à Papeete                     | Miss France 2019                  |

## Classement

### Premier tour
Un jury composé de partenaires (internes et externes) de la société Miss France pré-sélectionne 12 jeunes femmes, lors d'un entretien qui s'est déroulé le 12 décembre. Ce dernier prend en compte : l'éloquence de la Miss, son physique, sa motivation, sa personnalité et son résultat au test de culture générale.
| N° attribué | Candidate            | Groupe |
| ----------- | -------------------- | ------ |
| 1           | Guadeloupe           | 1      |
| 2           | Provence             | 1      |
| 3           | Nord-Pas-de-Calais   | 1      |
| 4           | Côte d'Azur          | 1      |
| 5           | Réunion              | 2      |
| 6           | Aquitaine            | 2      |
| 7           | Lorraine             | 2      |
| 8           | Tahiti               | 3      |
| 9           | Franche-Comté        | 3      |
| 10          | Île-de-France        | 3      |
| 11          | Limousin             | 3      |
| 12          | Languedoc-Roussillon | 3      |

Remarque : 
- Pour la deuxième année consécutive, l'annonce se fait par groupe de 10, le nombre de Miss sélectionnées par groupe étant préalablement annoncé. Les Miss sélectionnées se présentent alors directement après leur annonce.

### Deuxième tour
Le jury à 50 % et le public à 50 % choisissent les cinq candidates qui peuvent encore être élues. Un classement de 1 à 12 est établi pour chacune des deux parties. Une première place vaut 12 points, une deuxième 11 points, et la dernière 1 point, même si deux miss arrivent à égalité. L’addition des deux classements est alors faite. Les cinq premières restent en course. En cas d’égalité, c’est le classement du jury qui prévaut. Cette règle permet à Miss Île-de-France de devenir 6e dauphine au détriment de Miss Languedoc-Roussillon.
| Miss                      | Public | Jury | Total |
| ------------------------- | ------ | ---- | ----- |
| Miss Tahiti               | 12     | 12   | 24    |
| Miss Guadeloupe           | 11     | 12   | 23    |
| Miss Franche-Comté        | 10     | 7    | 17    |
| Miss Limousin             | 3      | 12   | 15    |
| Miss Réunion              | 8      | 7    | 15    |
| Miss Provence             | 6      | 8    | 14    |
| Miss Ile-de-France        | 4      | 9    | 13    |
| Miss Languedoc-Roussillon | 9      | 4    | 13    |
| Miss Nord-Pas-de-Calais   | 7      | 4    | 11    |
| Miss Lorraine             | 5      | 5    | 10    |
| Miss Aquitaine            | 2      | 4    | 6     |
| Miss Côte d'Azur          | 1      | 4    | 5     |

### Dernier tour
Le public est seul à voter lors de cette troisième et dernière phase. La candidate qui a le plus de voix est élue Miss France 2019.
| Candidates         | Résultats |
| ------------------ | --------- |
| Miss Tahiti        | 44 %      |
| Miss Guadeloupe    | 20 %      |
| Miss Franche-Comté | 19 %      |
| Miss Réunion       | 10 %      |
| Miss Limousin      | 4 %       |

Remarques : 
- Élue à 24 ans et 13 jours, elle est la Miss France la plus âgée lors de son sacre, jusqu'à l'élection de Diane Leyre en 2022 à 24 ans, 5 mois et 1 jour.
- Vaimalama Chaves est à ce jour la Miss France ayant obtenu le pourcentage de vote le plus important des téléspectateurs depuis l'instauration du choix par le public, dépassant Marine Lorphelin qui avait récolté 41 % des voix lors de l'élection de Miss France 2013. Avec 24 points de différence de pourcentage avec sa première dauphine, elle dépasse le record de 20,2% de différence détenu jusque-là par Laury Thilleman, Miss France 2011.

### Prix attribués
| Prix                        | Candidates                                                  |
| --------------------------- | ----------------------------------------------------------- |
| Prix de la culture générale | Miss Centre-Val de Loire – Laurie Derouard (18,5/20)        |
| Prix du costume régional    | Miss Midi-Pyrénées – Axelle Breil (créateur : Anaïs Ricard) |
| Prix de la photogénie       | Miss Languedoc-Roussillon – Lola Brengues                   |
| Prix de l'élégance          | Miss Normandie – Anaëlle Chrétien                           |
| Prix du maillot de bain     | Miss Nouvelle-Calédonie – Amandine Chabrier                 |
| Prix de la sympathie        | Miss Limousin – Aude Destour                                |

## Observations